# Besdolus ravizzarum
Besdolus ravizzarum is een steenvlieg uit de familie Perlodidae. De wetenschappelijke naam van de soort is voor het eerst geldig gepubliceerd in 1995 door Zwick & Weinzierl.